# Nikodem (Makara)
Archimandryta Nikodem, właśc. Ryszard Makara (ur. 1 kwietnia 1952 w Żurawicy) – duchowny prawosławny, założyciel monasteru Świętych Cyryla i Metodego w Ujkowicach i jego przełożony do zamknięcia klasztoru w 2015.

## Życiorys
Jest synem Jana i Weroniki z d. Hnatowskiej. Życie zakonne rozpoczął w 1969, kiedy wstąpił do zakonu paulinów. W latach 1974–1978 studiował w seminarium swojego zakonu, znajdującym się na Skałce w Krakowie. To podczas nauki w seminarium poznał Adama Dębowskiego, przyszłego ojca Atanazego, współzałożyciela klasztoru w Ujkowicach – wraz z nim zaczął wkrótce poznawać wschodnie chrześcijaństwo. Pod wpływem fascynacji wschodnią teologią, liturgią i duchowością, dwaj młodzi paulini zapragnęli żyć według reguł wschodniego monastycyzmu. Schymę przyjęli w greckokatolickim klasztorze świętego Andrzeja w Nazarecie 21 listopada 1980. Chirotonię diakońską otrzymali w Chicago w lipcu 1983, natomiast 1 października 1983 zostali wyświęceni na prezbiterów przez biskupa Innocentego. W 1984 dwaj mnisi powrócili do Polski z zamiarem założenia klasztoru. W 1985 biskup Włodzimierz Tarasewicz, w którego jurysdykcji się znajdowali, erygował neounicki monaster Świętych Cyryla i Metodego i ustanowił ojca Nikodema jego przełożonym. W tym samym roku dwaj mnisi kupili teren w Ujkowicach, na którym miał w przyszłości powstać klasztor. Projekt założenia wschodniego klasztoru wywołał sprzeciw miejscowego biskupa łacińskiego – Ignacego Tokarczuka, a także okolicznej ludności.
Konflikt z Kościołem łacińskim narastał. Pod jego wpływem ojciec Nikodem podjął decyzję o przejściu wraz ze swoją wspólnotą na prawosławie. Uroczyste przyjęcie do Cerkwi prawosławnej nastąpiło 29 czerwca 1994. W 2001 ojciec Nikodem odznaczony został Paschalną nagrodą przez odśpiewanie Mnohaja Lita na Wielkopostnym soborczyku duchowieństwa diecezji przemysko-nowosądeckiej. 25 maja 2001 odznaczony przez Sobór PAKP Orderem Św. Równej Apostołom Marii Magdaleny II stopnia. Dnia 21 listopada 2001 otrzymał Doktorat Honoris Causa Adam Smith University of America. 1 grudnia 2001 nagrodzony został samozwańczym Orderem Św. Stanisława (Nr 2044/11).
W 2015 został suspendowany przez Święty Sobór Biskupów PAKP za szkalowanie innych duchownych i biskupów, nawiązywanie kontaktów z prawosławnym Kościołem niekanonicznym, niestosowanie się do poleceń ordynariusza diecezji przemysko-nowosądeckiej.